# Llista de composicions de Txaikovski

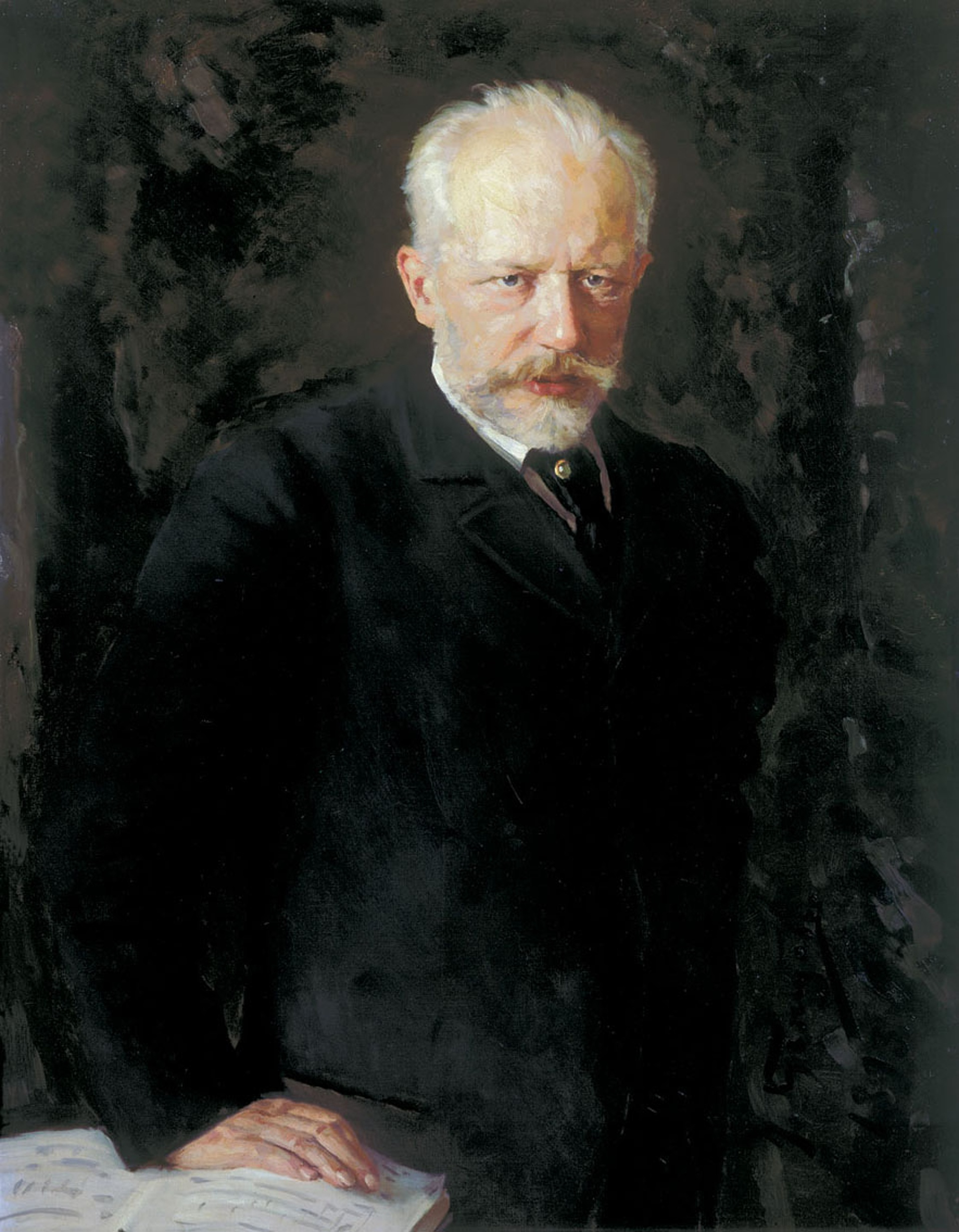
Piotr Ilitx Txaikovski

Piotr Ilitx Txaikovski va compondre algunes obres molt populars entre els melòmans—Romeu i Julieta, l'Obertura 1812, els seus tres ballets El trencanous, El llac dels cignes i La Bella Dorment; i la Marxa eslava. Aquestes, en companyia dels seus concerts, tres de les seues simfonies (set si hom inclou Manfred) i dues de les seues 10 òperes, es troben entre les obres més habituals del repertori. Gairebé tan populars són la Simfonia Manfred, Francesca da Rimini, el Capritx Italià i la Serenata per a corda. Els seus tres quartets de corda i el Trio per a piano contenen bells moments, mentre que els cantants encara inclouen a llurs recitals algunes de les 106 cançons que va compondre. Txaikovski també va compondre al voltant de 100 peces per a piano, que abasten tots els períodes de tota la seua carrera. Mentre que algunes d'aquestes peces són d'una considerable dificultat tècnica, també hi ha algunes de caràcter familiar i poc pretensiós, creades per a pianistes afeccionats. No obstant, hi ha molta més música atractiva i innovadora en aquestes peces del que hom podria arribar a esperar.
L'educació de caràcter acadèmic que Txaikovski va rebre al conservatori li va permetre compondre obres orientades vers un estil i una tècnica occidentalitzants. La seua música mostra un ampli rang tècnic i diverses fonts d'inspiració, des de les moderades i clàssiques formes que simulen el rococó del segle xviii fins a obres amb alè nacionalista rus, passant per un estil personal, pensat per a expressar les seues íntimes emocions. Malgrat que de vegades se l'ha criticat per haver caigut en un sentimentalisme fàcil, l'expressió dels sentiments no va ser un principi absolut per a Txaikovski. En una carta a Nadejda von Meck, datada el 5 de desembre de 1878, explicava que hi ha dos tipus d'inspiració per a un compositor simfònic, i que la música programàtica pot existir i ha d'existir, igual que seria impossible demanar a la literatura que es limitara a l'element líric amb una renúncia a l'element èpic.
Consegüentment, les grans obres orquestrals de Txaikovski poden dividir-se en dues categories—per una banda les simfonies, i per l'altra els poemes simfònics. Ambdues categories són igualment vàlides. La música programàtica, com ara Francesca da Rimini o la simfonia Manfred, fou com a molt una part del seu credo artístic, com a expressió del seu "ego líric". Hi ha un grup d'obres que se situen fora de la dicotomia entre música de programa i la que expressava el seu "ego líric", en les quals explora una estètica preromàntica. Pertanyen a aquest grup les quatre suites per a orquestra, el Capritx italià, el concert per a violí i orquestra i la Serenata per a corda.

## Obres amb número d'opus
Txaikovski va deixar 74 obres numerades, a les que cal afegir 6 de pòstumes. A més a més, una cinquantena d'obres diverses (des de l'òpera a la simple peça per a piano) no van rebre número d'opus. Aquesta secció conté les obres de Txaikovski amb número d'opus, amb la seua data de composició. Una llista completa de les seues obres, incloent-hi les obres sense número d'opus es pot consultar a: www.tchaikovsky-research.org Arxivat 2009-03-28 a Wayback Machine.. Per a més detalls sobre les dates de composició vegeu: «Detailed Calendar». Arxivat de l'original el 1999-02-08. [Consulta: 16 març 2009]..
- Op. 1/1 Scherzo à la russe (1867)
- Op. 1/2 Impromptu en mi bemoll menor (1867)
- Op. 2 Souvenir de Hapsal (1867)
- Op. 3 El Voivoda (1868)
- Op. 4 Valse-capritx (1868)
- Op. 5 Romance (1868)
- Op. 6 Six Romances (1869)
- Op. 7 Valse-scherzo (1870)
- Op. 8 Capritx (1870)
- Op. 9 Tres peces (1870)
- Op. 10 Dos peces (1871)
- Op. 11 Quartet de corda n° 1 (1871)
- Op. 12 Snégourotchka (La donzella de la neu) (1873)
- Op. 13 Simfonia núm. 1 en sol menor Somnis d'hivern (1866)
- Op. 14 Vakula el ferrer - òpera (1874)
- Op. 15 Obertura solemne sobre l'Himne Nacional Danès (1866)
- Op. 16 Sis Romances (1872)
- Op. 17 Simfonia núm. 2 en do menor Petita Rússia (1872)
- Op. 18 La Tempesta (1873)
- Op. 19 Sis Peces (1873)
- Op. 20 El llac dels Cignes - ballet (1876)
- Op. 21 Sis peces sobre un únic tema (1873)
- Op. 22 Quartet de corda n° 2 (1874)
- Op. 23 Concert per a piano n° 1 en si bemoll menor (1875)
- Op. 24 Eugeni Onegin - òpera (1878)
- Op. 25 Sis Romances (1874)
- Op. 26 Sérénade mélancolique (1875)
- Op. 27 Six Romances et chansons (1875)
- Op. 28 Six Romances (1875)
- Op. 29 Simfonia núm. 3 en re major Polonaise (1875)
- Op. 30 Quartet de corda n° 3 (1875)
- Op. 31 Marxa Eslava (1876)
- Op. 32 Francesca da Rimini (1876)
- Op. 33 Variacions sobre un tema rococó (1876)
- Op. 34 Valse-scherzo (1877)
- Op. 35 Concert per a violí en re major (1878)
- Op. 36 Simfonia núm. 4 en fa menor (1877)
- Op. 37 Grande Sonate (1878)
- Op. 37a Les Estacions (1876)
- Op. 38 Six Romances (1878)
- Op. 39 Album pour enfants (1878)
- Op. 40 Dotze Peces (1878)
- Op. 41 La Litúrgia de Sant Joan Crisòstom (1878)
- Op. 42 Souvenir d'un lieu cher (1878)
- Op. 43 Suite n° 1 en re menor (1879)
- Op. 44 Concert per a piano n° 2 en sol major (1880)
- Op. 45 Capritx Italià (1880)
- Op. 46 Sis Duos (1880)
- Op. 47 Set Romances
- Op. 48 Serenata de corda en do major (1880)
- Op. 49 Obertura 1812, Ouverture solemne (1880)
- Op. 50 Trio amb piano en la menor (1882)
- Op. 51 Sis Peces (1882)
- Op. 52 Les Vespres (1882)
- Op. 53 Suite n° 2 en do major (1883)
- Op. 54 Seize Chansons pour enfants (1883)
- Op. 55 Suite n° 3 en sol major (1884)
- Op. 56 Concert Fantaisie (1884)
- Op. 57 Sis Romances (1884)
- Op. 58 Simfonia núm. 7 en si menor Manfred (1885)
- Op. 59 Doumka – Escena Rústica Russa en do menor (1886)
- Op. 60 Dotze Romances (1887)
- Op. 61 Suite n° 4 en sol major, Mozartiana (1887)
- Op. 62 Pezzo capriccioso (1887)
- Op. 63 Sis Romances (1887)
- Op. 64 Simfonia núm. 5 en mi menor, '' Anglès '' (1888)
- Op. 65 Six Chansons françaises (1888)
- Op. 66 La bella dorment - ballet (1889)
- Op. 67 Hamlet, obertura fantasia en fa menor (1889)
- Op. 67a Hamlet, música incidental (1891)
- Op. 68 La dama de piques - òpera (1890)
- Op. 69 Iolanta - òpera (1891)
- Op. 70 Souvenir de Florence (1890)
- Op. 71 El trencanous - ballet (1892)
- Op. 71a Trencanous - suite del ballet (1892)
- Op. 72 Divuit Peces (1893)
- Op. 73 Sis Romances (1893)
- Op. 74 Simfonia núm. 6 en si menor Patètica (1893)

Les obres entre opp. 75 i 80 van ser publicades pòstumament
- Op. 75 Concert per a piano n° 3 en mi bemoll major (1893)
- Op. 76 L'Orage, obertura en mi menor (1864)
- Op. 77 Fatum, poema simfònic en do menor (1868)
- Op. 78 El Voivoda, balada simfònica en la menor (1893; sense cap relació amb la primerenca òpera homònima, Op. 3)
- Op. 79 Andante & Finale per a piano i orquestra (1893)
- Op. 80 Sonata per a piano en Do sostingut menor (1865)

## Obres sense número d'opus
S'inclouen en aquesta secció part de les obres sense número d'opus per ordre cronològic.
- Anastasie-valse, per a piano, principis de 1854
- El meu amor, el meu àngel, el meu amic, cançó, darreria de 1850
- Cançó de Zemfira, principis de 1860
- Mezza notte, cançó, principis de 1860
- Catorze obres instrumentals per a conjunt de cambra o orquestra, 1863-64
- Abans de dormir, cor a cappella o amb orquestra, 1863-64
- Tema i variacions per a piano, 1863-64
- Oda a l'Alegria, cantata, 1865
- Moviment de quartet en Si bemoll, 1865
- Obertura en fa major, 1865/66
- Danses característiques per a orquestra, 1865
- Obertura en do menor, 1866
- Romeu i Julieta, Obertura Fantasia, 1869/70/80
- Ondina, òpera (perduda, llevat d'alguns fragments), 1869
- Cor de les flors i els insectes, del projecte d'òpera Mandràgora, 1869
- Dmitri l'usurpador i Vassili Xuiski, música incidental, 1870
- Oblidar tan aviat, cançó, 1870
- Natura i amor, trio de veus femenines, cor femení i piano, 1870
- Cantata per al 200è aniversari del naixement de Pere el Gran (o Cantata per a la inauguració de l'exposició Politècnica), 1872
- Couplets del comte Almaviva per a El barber de Sevilla de Beaumarchais, 1872
- L'Opritxnik, òpera, 1872
- Emporta't el meu cor, cançó, 1873
- Els ulls blaus de la primavera, cançó, 1874
- Cantata per al jubileu d'Ossip Petrov, 1875
- Voldria aplegar en un sol mot, cançó, 1875
- Mai més no ens passejarem, cançó, 1875
- Marxa de la Flota de Voluntaris (Marxa Skobelev), per a piano, 1878
- El vespre, cor a cappella, 1881
- Mazeppa, òpera, 1883
- Moscou, cantata, 1883
- Marxa solemne de la coronació, 1883
- Nou cors religiosos a cappella, 1884-85
- Impromptu-capritx per a piano, 1884
- Elegia a la memòria de Samarine, per a orquestra, 1884
- Himne als sants Ciril i Metodi, 1885
- Marxa de l'Escola de Jurisprudència, per a orquestra, 1885
- Cor de l'Escola de Jurisprudència, a cappella, 1885
- El Voivoda, música per a un Melodrama, 1886
- L'àngel cridava a Maria, cor religiós a cappella, 1887
- Feliç aquell que somriu, cor a cappella, 1887
- Un núvol daurat, cor a cappella, 1887
- La fada, òpera, 1887
- Vals-scherzo, per a piano, 1889
- Homenatge a Anton Rubinstein, cor a cappella, 1889
- El Rossinyol, cor a cappella, 1889
- Impromptu en La bemoll major, 1889
- Massa aviat en l'estació, cor a cappella, 1891
- No és el cucut, cor a cappella, 1891
- Per què els càntics de joia, cor a cappella, 1891
- Consentiment apassionat, per a piano, 1892
- Marxa del regiment Iurievski, per a piano, 1893
- La Nit, quartet vocal, 1893
- Impromptu Momento lirico, 1893

## Obres per gènere

### Ballets
Txaikovski és ben conegut pels seus ballets, tot i que només va ser al final de la seua carrera, amb els dos últims ballets, quan els seus contemporanis van acabar apreciant les seues excel·lents qualitats com a compositor de música de dansa.

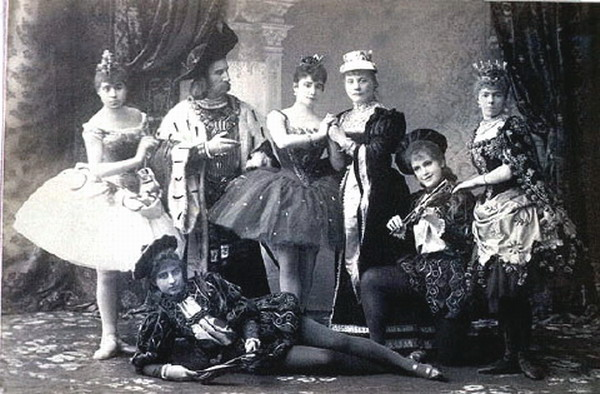
Repartiment original del ballet de Txaikovski La bella dorment, Sant Petersburg, 1890

- El llac dels cignes, Op. 20, (1875–1876): primer ballet de Txaikovski, va ser estrenat (amb alguns talls) al Teatre Bolxoi de Moscou l'any 1877.
- La Bella Dorment, Op. 66, (1888–1889): Aquest ballet era considerat pel mateix Txaikovski com una de les seues millors obres. Va ser un encàrrec del director dels Teatres Imperials, Ivan A. Vsevoloixki, i es va estrenar el gener de 1890 al Teatre Mariïnski de Sant Petersburg.
- El trencanous, Op. 71, (1891–1892): als països occidentals aquest ballet ha esdevingut un dels més representats, principalment pel Nadal.

#### Adaptacions deBalanchined'obres orquestrals de Txaikovski

##### American Ballet(abans Ballet Theatre)
- Mozartiana (1934). Música de la Suite per a orquestra núm. 4, Mozartiana.
- Tema i Variacions (1947). Música del moviment final de la Suite núm. 3.

##### American Ballet Caravan
- Ballet Imperial (1941; després rebatejat Concert per a piano núm. 2 de Txaikovski). Amb música del Concert per a piano núm. 2.

##### New York City Ballet
- Allegro Brillante (1956). Música del Concert per a piano núm. 3.
- Tschaikovsky Pas de Deux (1960). Fragments de l'acte 3 de El llac dels cignes.
- Tschaikovsky Suite No. 3 (1970)
- Diamonds, tercer i darrer moviment del ballet Jewels. Moviment final de la Simfonia núm. 3.

##### NYCB Tschaikovsky Festival (1981)
- - Garland Dance
  - Mozartiana

### Òpera
Txaikovski va compondre 10 òperes completes, tot i que la partitura d'una d'elles es troba gairebé completament perduda i d'altra n'hi ha dues versions diferents. Als països occidentals les òperes de Txaikovski que s'han fet un lloc permanent al repertori són Eugeni Onegin i La dama de piques.
- El Voivoda (Воевода – El Voivoda, Op. 3, 1867—1868)

Partitura completa destruïda pel compositor, però reconstruïda pòstumament a partir d'esbossos i parts orquestrals. No té cap relació amb la balada simfònica El Voivoda, Op. 78.
- Undina (Ундина o Undina, 1869)

Inconclusa. Només un fragment, en forma de marxa, va sobreviure integrat en el segon moviment de la Simfonia núm. 2 en do menor i altres escassos fragments s'han interpretat com a peces de concert. Cal remarcar que, tot i que Txaikovski va revisar dues vegades la Segona Simfonia, mai no va tocar el segon moviment (fet amb material de l'òpera Undina). La resta de la partitura va ser destruïda pel compositor.
- L'Oprixnik (Опричник), 1870–1872

Estrenada el 24 d'abril [C.J. 12 d'abril] de 1874 a Sant Petersburg
- Vakula el ferrer (Кузнец Вакула o Kuznets Vakula), Op. 14, 1874;

Revisada posteriorment amb el títil Txerevixki, estrenada el 6 de desembre [C.J. 24 de novembre] de 1876 a Sant Petersburg
- Eugeni Onegin (Евгений Онегин o Ievgeni Onegin), Op. 24, 1877–1878

Estrenada el 29 de març [C.J. 17 de març] de 1879 al Conservatori de Moscou
- La donzella d'Orleans (Орлеанская дева or Orleanskaia deva), 1878–1879

Estrenada el 25 de febrer [C.J. 13 de febrer] de 1881 a Sant Petersburg
- Mazeppa (Мазепа), 1881–1883

Estrenada el 15 de febrer [C.J. 3 de febrer] de 1884 al Teatre Bolxoi de Moscou
- Txerevixki (Черевички; revision of Vakula the Smith) 1885

Estrenada el 31 de gener [C.J. 19 de gener] de 1887 a Moscou
- La fada (o L'encantadora, Чародейка o Txarodeika), 1885–1887

Estrenada el 1 de novembre [C.J. 20 d'octubre] de 1887 a Sant Petersburg
- La dama de piques (Пиковая дама o Pikovaia dama), Op. 68, 1890

Estrenada el 19 de desembre [C.J. 7 de desembre] de 1890 a Sant Petersburg
- Iolanta (Иоланта o Iolanthe), Op. 69, 1891

Estrenada el 18 de desembre [C.J. 6 de desembre] de 1890 al Teatre Mariïnski de Sant Petersburg, en una sessió doble amb El trencanous
(Nota: Va deixar un "Cor de flors i d'insectes" per a la projectada òpera Mandràgora [Мандрагора], de 1870).

### Música incidental
- Dmitri l'usurpador i Vassili Xuiski (1867), música incidental per al drama d'Alexandr Ostrovski Dmitri l'usurpador

- La donzella de neu (Snegurochka), Op. 12 (1873), música incidental per al drama homònim d'Ostrovski, basat en un conte de fades popular rus,.[8] La música que Txaikovski va compondre'n va ser sempre una de les seues obres favorites. Conté abundants parts vocals.

- Els montenegrins rebent notícies de la declaració de guerra russa a Turquia (1880), música per a un quadre dramàtic.

- El Voivoda (1886), música incidental per a l'escena Domovoi de l'obra d'Ostrovski Un somni al Volga

- Hamlet, Op. 67b (1891), música incidental per a Hamlet de Shakespeare. La partitura empra música de l'obertura del mateix nom, així com de la Simfonia núm. 3 i de La donzella de neu, a més de música original.

### Simfonies
Les primeres simfonies de Txaikovski són obres optimistes de caràcter nacionalista, mentre que les darreres són més intensament dramàtiques, particularment la sisena, generalment interpretada com una declaració de desesperació. Les tres darreres de les simfonies numerades (quarta, cinquena i sisena) es consideren uns exemples molt innovadors del gènere simfònic i són interpretades ben sovint.
- Núm. 1 en sol menor (Somnis d'Hivern), op. 13 (1866)
- Núm. 2 en do menor (Petita Rússia), op. 17 (1872)
- Núm. 3 en re major (Polonesa), op. 29 (1875) L'única dividida en cinc moviments del compositor. És una de les menys interpretades i enregistrades, juntament amb les dues primeres.
- Núm. 4 en fa menor, op. 36 (1877)
- Núm. 7 en si menor, (Manfred), op. 58 (1885)
- Núm. 5 en mi menor (Anglès), op. 64 (1888)
- Núm. 6 en si menor (Patètica), op. 74 (1893)
- Núm. 9 en Mi bemoll (esbossada l'any 1892 però inconclusa; reconstruïda en la dècada del 1950 i posteriorment publicada com a Simfonia núm. 9)

### Suites per a orquestra
En els deu anys que van transcórrer entre la quarta i la cinquena simfonies, Txaikovski va compondre quatre suites orquestrals. Originalment va tenir la intenció de designar-ne una com a simfonia —la tercera, va dir a Tanèiev: "però el títol no té importància." Les suites són obres simfòniques híbrides, amb moviments de caràcter contrapuntístic i acadèmic, d'altres més a prop de la música de saló, d'altres folklòrics, estranys scherzos i peces característiques. El compositor va escriure a la seua mecenes Nadejda von Meck que ell valorava la suite orquestral precisament a causa de "la llibertat que deixa al compositor, sense limitar-lo a tota mena de tradicions." Per a Txaikovski, la suite fou un gènere de possibilitats musicals il·limitades.
- Suite orquestral núm. 1 en re menor, Op. 43 (1878-1879)
- Suite orquestral núm. 2 en do major, Op. 53 (1883)
- Suite orquestral núm. 3 en Sol G major, Op. 55 (1884)
- Suite orquestral núm. 4 en Sol G major, "Mozartiana", Op. 61 (1887)

A més de les esmentades, Txaikovski va fer un petit esbós per a una altra suite entre 1889 i 1890, que mai no arribaria a dur a terme.
El mateix Txaikovski va arranjar una suite del ballet El trencanous. També va preveure fer-ne dels altres dos ballets, El llac dels cignes i La bella dorment. Finalment no ho va fer, però després de la seua mort altres han adaptat i publicat suites d'aquests ballets.

### Concerts i peces concertants
- Concert per a piano n° 1 en Si bemoll menor, op. 23 (1874-75, rev. 1879 et 1889)
- Sérénade mélancolique, op. 26 (1875) per a violí i orquestra
- Variacions sobre un tema rococó, op. 33 (1876), per a violoncel i orquestra
- Valse-Scherzo, op. 34 (1877) per a violí i orquestra
- Concert per a violí en re major, op. 35 (1878)
- Concert per a piano n° 2 en sol major, op. 44 (1879-80)
- Concert fantaisie, op. 56 (1884) per a piano i orquestra
- Pezzo Capriccioso, op. 62 (1887) per a violoncel i orquestra
- Concert per a piano n° 3 en Mi bemoll major, op. 75 (1893)
- Andante & Finale, op. 79 (1893) per a piano i orquestra

### Altres obres

#### Per a orquestra

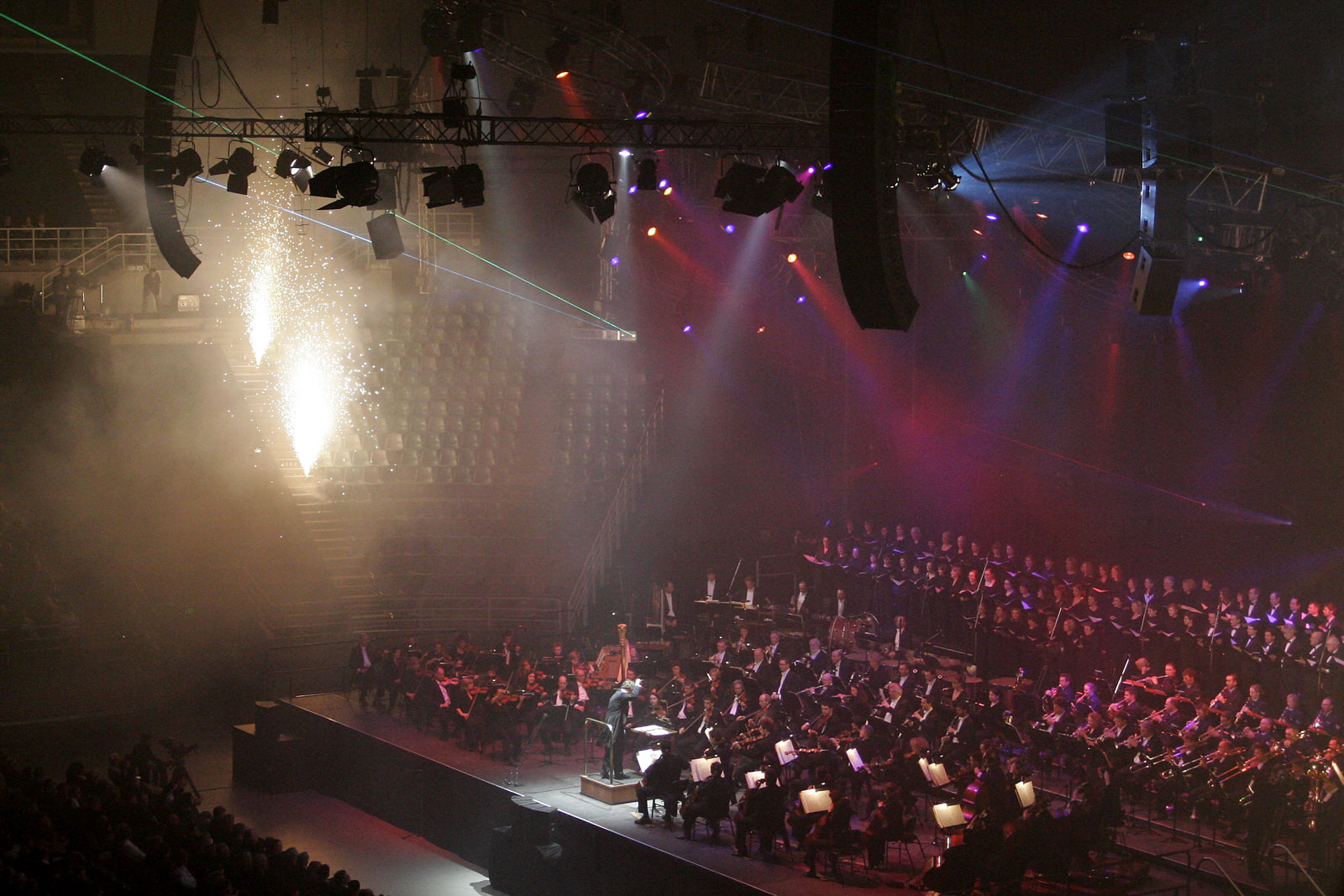
L'Obertura 1812 completa, amb les canonades, va ser interpretada a l'edició 2005 de Classical Spectacular.

- Romeu i Julieta Fantasia Obertura (1869 revisada 1870, 1880). Aquesta obra conté una de les melodies més famoses del món. El tema d'amor ha estat emprat innombrables vegades en publicitat i cinema, sovint per a ambientar escenes d'amor.
- Obertura Festival sobre l'Himne Nacional Danès, Op. 15, (1866).
- La Tempesta Fantasia simfònica sobre l'obra de Shakespeare, Op. 18 (1873)
- Marxa Eslava/Marche Slave, Op. 31, (1876). Aquesta és una altra de les peces més populars de Txaikovski. Sovint s'interpreta en companyia de l'Obertura 1812.
- Francesca da Rimini Fantasia Simfònica, Op. 32, (1876).
- Capritx Italià, Op. 45, (1880). Txaikovski va residir a Itàlia a entre 1878 i 1884 i arran de l'assistència a diverses festes populars va poder escoltar moltes melodies, les quals va incloure en aquest capritx.
- Serenata en Do per a Orquestra de Corda, Op. 48, (1880). El primer moviment, En forma de sonatina, és un homenatge a Mozart. El segon és un vals, seguit per una Elegia i un agitat finale a la russa, Tema Russo.
- Obertura 1812, Op. 49, (1880). Composta per Txaikovski per commemorar la victòria russa sobre Napoleó, inclou temes populars del país (amb l'himne imperial) així com 16 colps de canó i repics de campanes a la coda.
- Marxa Solemne de la Coronació, (1883). L'alcalde de Moscou va encarregar-li aquesta peça per ser interpretada al maig de 1883 amb ocasió de la coronació del Tsar Alexandre III. L'arranjament per a piano del mateix Txaikovski i el de dos pianos d'E. L. Langer van ser publicats el mateix any.
- Hamlet Obertura fantasia, Op. 67a (1888).
- La Tempesta Obertura Simfònica, Op. 76, (1860).
- Fatum, Op. 77, (1868).
- El Voivoda, Balada Simfònica, Op. 78, (1891).

#### Obres de cambra o per a instrument solista
- Quartet de corda en Si bemoll major, Op.Post. (1865)
- Quartet de corda núm. 1 en re major, Op. 11 (1871)
- Quartet de corda núm. 2 en fa major, Op. 22 (1874)
- Quartet de corda núm. 3 en Mi bemoll menor, Op. 30 (1875)
- Les Estacions (Les saisons), Op. 37b (1876), col·lecció de 12 peces breus per a piano
- Sonata per a piano en sol major, Op.37 (1878)
- Souvenir d'un lieu cher (Recors d'un indret estimat) per a violí i piano, Op. 42 (Meditació, Scherzo i Melodia) (1878)
- Vespres Russes, Op. 52 (1881)
- Trio amb piano en la menor, Op. 50 (1882)
- Dumka, escena rústica russa en do menor per a piano, Op. 59 (1886)
- Sextet de corda Souvenir de Florence (Records de Florència), Op. 70 (1890)
- 18 Peces per a piano, Op.72 (1892). Algunes d'aquestes peces van ser arranjades per a violoncel per Gaspar Cassadó.